# Seznam hrvaških ilustratorjev
Seznam hrvaških ilustratorjev.

## B
- Edvin Biuković
- Vesna Borčić
- Vladimir Burić (karikaturist)

## D
- Vladimir Delač (karikaturist, stripar)

## G
- Zlatko Grgić (karikaturist, risar, animator)

## H
- Branislav Dešković

## J
- Ranko Jukić (1953-2010) (karikaturist)
- Svjetlan Junaković

## K
- Vladimir Kirin
- Igor Kordey
- Tomislav Kolombar
- Vladimir Kos
- Fedor Kritovac (karikaturist)
- Pjer Križanić (karikaturist)
- Ivo Kušanić

## L
- Željko Lordanić

## M
- Darko Macan
- Vladimir Magdić (1931 - 2011) (hrv.-nem. stripovski avtor, animator in slikar)
- Franjo Maixner (karikaturist)
- Alex Maleev
- Ivo Marendić (karikaturist)
- Slavko Marjanac (risar, animator)
- Joško Marušić (filmski animator in karikaturist)
- Dubravko Mataković (stripovski avtor)
- Andrija Maurović
- Branko Medak

## P
- Ivica Percl?
- Dafne Perković
- Srećko Planinić?
- Filip Pomykalo

## R
- Vojo Radoičić
- Oto Reisinger (1927–2016) (karikaturist)

## Š
- Helena Šipek

- Vlatko Štampar

## T
- Tomislav Torjanac

## V
- Vendi Vernić

## Ž
- Danijel Žeželj (*1966) (ilustrator, risar stripov)